# Таймиште
Та́ймиште (болг. Таймище) — село в Тирговиштській області Болгарії. Входить до складу общини Антоново.

## Населення
За даними перепису населення 2011 року у селі проживали 187 осіб.
Національний склад населення села:
| Національність   | Кількість осіб | Відсоток |
| ---------------- | -------------- | -------- |
| турки            | 161            | 86,1%    |
| болгари          | 26             | 13,9%    |
| цигани           | 0              | 0%       |
| інша             | 0              | 0%       |
| не визначились   | 0              | 0%       |
| Всього відповіли | 187            |          |

Розподіл населення за віком у 2011 році:
Динаміка населення: